# Евлампьев, Вячеслав Нилович
Вячесла́в Ни́лович Евла́мпьев (1960, Чебоксары, СССР) — российский тренер и советский футболист, полузащитник.
Тренировал команды «Волжанку», «Текстильщик» и «Рязань-ВДВ».

## Достижения
Чемпионат Чувашии по футболу
- Чемпион (3): 1981, 1983, 1989

## Семья
- Евлампьев, Юрий Нилович — брат